# Phi Cygni
Phi Cygni (12 Cygni) é uma estrela binária na direção da constelação de Cygnus. Possui uma ascensão reta de 19h 39m 22.60s e uma declinação de +30° 09′ 11.6″. Sua magnitude aparente é igual a 4.68. Considerando sua distância de 251 anos-luz em relação à Terra, sua magnitude absoluta é igual a 0.25. Pertence à classe espectral G8III-IV.... É um sistema binário espetroscópico.